# Повалишин, Илларион Афанасьевич
Илларио́н Афана́сьевич Повали́шин (в просторечии Ларион; 13 октября 1739, с. Маркино, Московская губерния — 4 апреля 1799, с. Повалишино, Белорусская губерния) — русский вице-адмирал, участник Семилетней войны, герой русско-шведской войны 1788—1790 годов.

## Биография

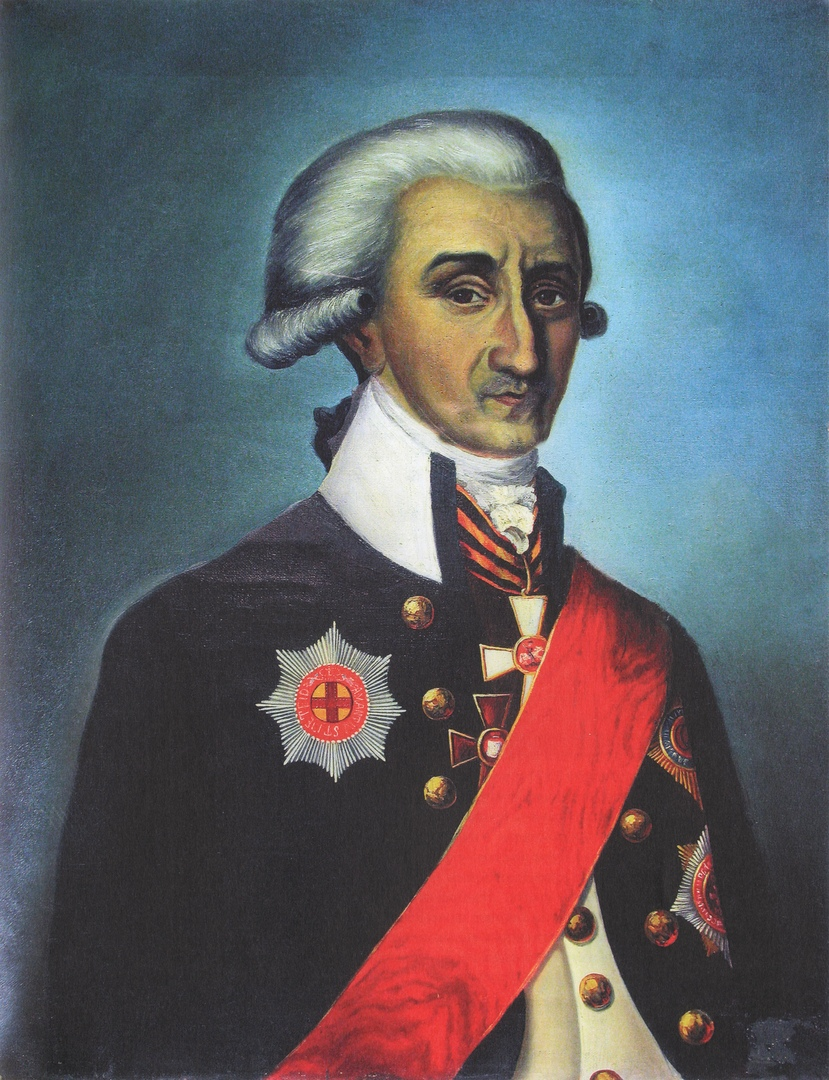
Портрет И. А. Повалишина работы неизвестного художника, 1-я половина 19-го века

Из рода Повалишиных, потомственных дворян Рязанской губернии. Родился в родительском имении, селе Маркино. Сын подпрапорщика Афанасия Яковлевича Повалишина и жены его Авдотьи Фёдоровны. 
В 13 лет, тяготясь строгостью отца, самовольно покинул дом родителей и ушёл в Москву, где был определён в Морскую академию, помещавшуюся в Сухаревой башне. В следующем, 1753 году, за отличное поведение он был переведён в новоучреждённый Морской шляхетный корпус, директором которого был в то время А. И. Нагаев. В 1755 году Повалишин впервые вышел в море на боевом корабле в учебное плавание. В 1757 году его произвели в гардемарины. В 1758 году он сдал экзамены на мичмана.
В 1760 году Повалишин в 21 год принял боевое крещение в неудачной осаде Кольберга. С 1760 по 1762 год молодой офицер, командуя купеческими галиотами, ходил вдоль берегов Пруссии, перевозя грузы для войск, участвовавших в Семилетней войне. Затем его перевели на север. В 1763 году он командирован для приёма и транспортировки железа из Ярославля в Архангельск. Командуя лоцшхоуном, ходил из Архангельска в Онегу, Мезень и обратно.
В 1764 году его произвели в лейтенанты и назначили командиром на вновь построенный боевой фрегат «Гремящий», на котором он в 1765 году совершил переход из Архангельска в Кронштадт. 22 мая 1762 год он получил чин унтер-лейтенанта. С 1764 по 1769 год Повалишин ходил на этом корабле по Балтийскому морю. 2 апреля 1770 года ему присвоили звание капитан-лейтенанта. На следующий год Повалишин на корабле «Чесма» совершил поход в Белое море, а в 1772 году ему доверили перегнать из Архангельска в Ревель новый корабль «Дерис».
В 1773 году, командуя 36-пушечным фрегатом «Св. Павел», Повалишин отправился под начальством контр-адмирала Грейга в Средиземное море и высадил в Морею находившихся на русской службе греков и албанцев. К основным событиям русско-турецкой войны 1768—1774 годов, Хиосскому и Чесменскому сражениям, которые произошли в конце июня 1770 года, Повалишин не успел, и в боевых действиях ему участвовать не довелось. Вскоре был подписан мир с Турцией, и «Св. Павел» в составе последнего отряда русских кораблей в 1775 году вернулся из Средиземного море в Кронштадт.
В 1776—1777 годах Повалишин состоял при Московской адмиралтейской конторе. 27 апреля 1777 года он был произведён в капитаны 2-го ранга и стал командовать новым кораблем «Ингерманланд». На этом корабле он ходил в эскадре бригадира Круза в Северном море. Произведённый 1 января 1779 года в капитаны 1-го ранга, Повалишин в 1781 году на корабле «Память Евстафия» ходил в Средиземном море в эскадре контр-адмирала Сухотина. 28 июня 1782 года Повалишина произвели в капитаны бригадирского ранга, а в 1783 году — в капитаны генерал-майорского ранга. В этом же году, командуя кораблём «Болеслав», он перевёл из Архангельска в Кронштадт два вновь построенных корабля и два фрегата. Переход проходил в суровых погодных условиях, но закончился благополучно.
1 января 1784 года Повалишин был произведён в контр-адмиралы и в том же году назначен флагманом в Кронштадтскую эскадру, которой велено было следовать к Зунду и ожидать в Балтийском море соединения с ней кораблей, шедших из Средиземного моря. В 1786 году назначен главным командиром этой эскадры.
В 1788 году Повалишин снова был послан в Архангельск за построенными там кораблями. В сложных условиях он осуществил переход эскадры в составе 6 кораблей, 4 фрегатов и 3 транспортов из Архангельска на Балтику, c которой близ Карлскроны, вошёл в состав эскадры вице-адмирала Фондезина. По вине вице-адмирала во время зимовки у Копенгагена его эскадра оказалась в опасном положении. Корабли её были разбросаны по рейду и вмерзли в лед. Фондезин был отозван в Петербург и командование его эскадрой было именным Высочайшим указом поручено Повалишину. Вместе с тем ему дана была инструкция о «приведении эскадры в скорейшую исправность, с соблюдением осторожности против неприятельских тайных и явных покушений, для открытия весной действий против шведской торговой навигации». Повалишин прибыл в Копенгаген и принял все меры для спасения судов. Ещё в январе 1779 года он просил заменить Фондезина более опытным командующим. Для защиты корпусов ото льда была сделана дополнительная обшивка. Корабль «Пантелеймон» вывели в безопасное место по прорубленному во льду каналу. Удалось справиться и с попыткой шведов сжечь корабли эскадры (шла русско-шведской войны 1788—1790 годов). Подкупленный офицером шведского флота Бензонстиерном, шкипер стоящего в порту купеческого судна ирландец Обрион должен был зажечь своё судно, чтобы ветром пламя перебросило на эскадру. Однако его замысел был вовремя раскрыт, судно арестовано, а сам он посажен в тюрьму. Обстоятельство это вызвало неудовольствие императрицы, и Повалишин 30 апреля 1789 года должен был сдать эскадру вице-адмиралу Козлянинову. Повалишин стал младшим флагманом эскадры, которая вскоре перешла в Кронштадт. Затем, на корабле «Чесма», он присоединился около Борнхольма к флоту адмирала Чичагова. 26 ноября 1788 г. «за беспорочную выслугу, в офицерских чинах, 18-ти шестимесячных морских кампаний» награждён орденом св. Георгия 4-й степени (№ 585 по списку Григоровича — Степанова).

С 22 по 24 мая 1790 года на корабле «Три иерарха», Повалишин командовал арьергардом в сражении со шведами при Красной Горке, за что был награждён орденом св. Владимира 2-й степени. Возглавлявший кронштадтскую эскадру вице-адмирал Круз писал в реляции от 25 мая: 
При сем имею донести, что во все бывшия сражения контр-адмирал Повалишин отметил себя особливою ревностию, бодростию и усердием к службе.

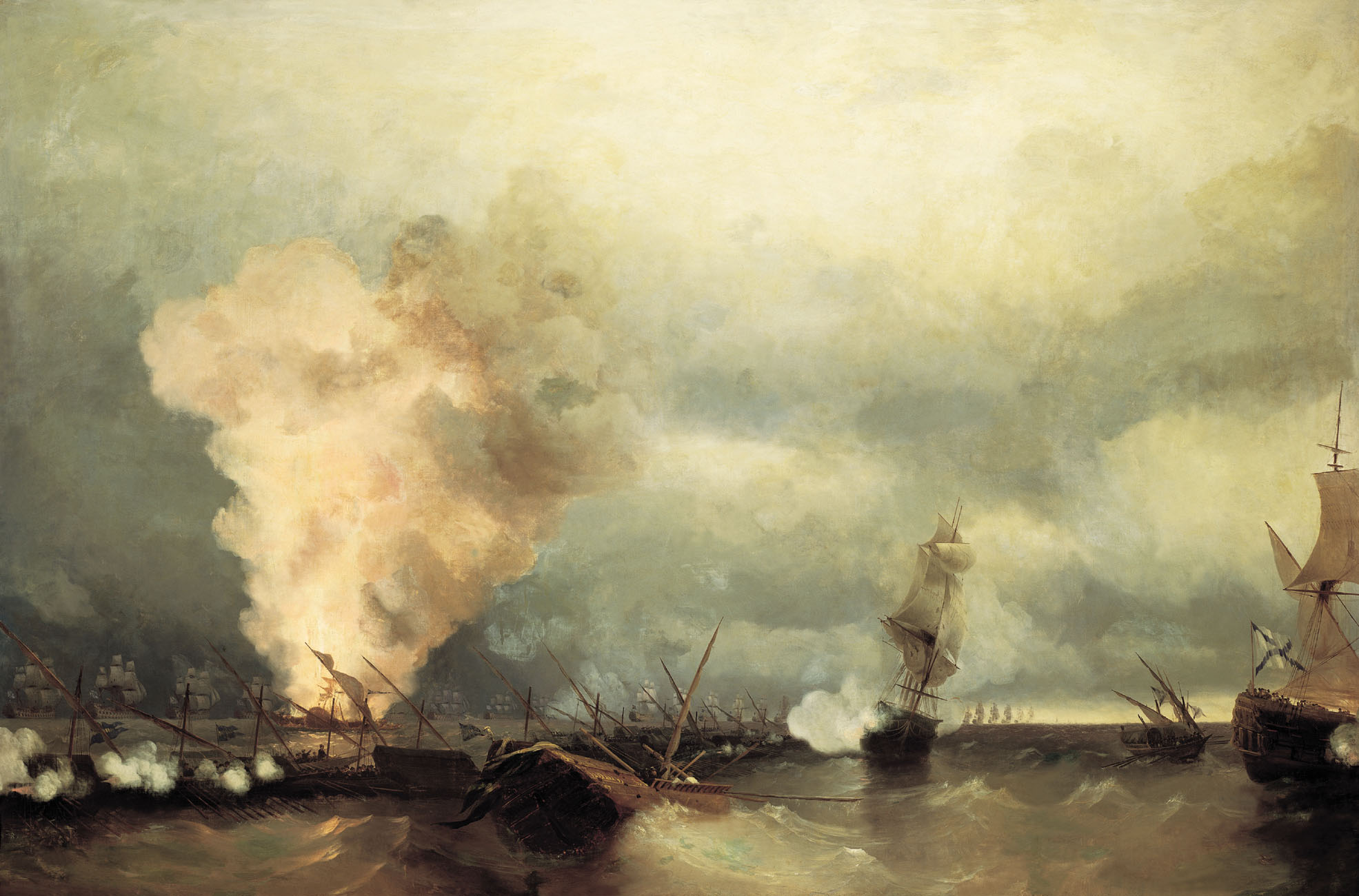
Айвазовский И. К. «Морское сражение при Выборге 29 июня 1790 года.» 1846 г.

После Красногорского сражения эскадра Круза соединилась с ревельской эскадрой Чичагова. Шведский флот был заблокирован в Выборгском заливе. Адмирал Чичагов поставил Повалишину особую задачу — отрядом из шести кораблей перекрыть западный выход из залива. Пять линейных и один бомбардирский корабль встали на этом фарватере. В тылу у Повалишина расположился отряд контр-адмирала Ханыкова из двух парусных и гребного фрегатов. Эти два отряда приняли 22 июня 1790 года основной удар решившегося на прорыв шведского флота. Только один из неприятельских кораблей попытался обойти русские корабли, но сел на мель. Остальные с упорством обреченных шли прямо по фарватеру, яростно отстреливаясь и атакуя русские суда горящими брандерами. Кильватерная колонна шведов пробивалась между кораблями «Всеслав» и флагманским кораблем Повалишина «Св. Петр». Остальные русские корабли —— «Принц Густав», «Пантелеймон», «Не тронь меня» и бомбардирский корабль «Победитель» —— Повалишин расположил так, что шведы попадали под огонь с разных сторон. Им удалось пройти сквозь этот огненный коридор только потому, что другие русские корабли пришли на помощь слишком поздно. Пройдя отряд Повалишина, шведские корабли попали на фрегаты контр-адмирала Ханыкова. Те открыли такой огонь, что заставили шведов изменить курс, при этом несколько вражеских кораблей сели на мель. После полудня, когда шведский флот ушёл в Свеаборг, стоявшие на мели корабли шведов спустили флаги. 28 июня, со снятыми с мели неприятельскими судами и пленными и со всеми судами, требовавшими после сражения починки, Повалишин отправился в Кронштадт.

Выборгское сражение стало последним и самым ожесточенным сражением парусных кораблей русско-шведской войны 1788—1790 годов. Корабли отрядов Повалишина и Ханыкова получили значительные повреждения в рангоуте, парусах и такелаже. Большие потери были в личном составе. За отличия в этом сражении 6 июля 1790 года Повалишина произвели в вице-адмиралы и наградили орденом св. Георгия 2-й степени (№ 20). В высочайшем рескрипте было сказано: 
Во уважение на усердную службу, и отличную храбрость и искусство, оказанныя им в сражении с неприятелем 22-го июня 1790 года, где он, имея особый отряд в пяти кораблях и одном бомбардирском, выдержал жестокий огонь противу всего корабельнаго и гребного флотов шведских мимо его проходящих, сохранил вверенный ему отряд от брандеров, неприятелем пущенных, и действием артиллерии своей поставил на мель многие корабли и другия суда шведския, в добычу доставшияся.
 В день заключения мира, 8 сентября 1790 года, императрица пожаловала ему сверх того шпагу с бриллиантами и 600 душ крестьян в Полоцкой губернии «за похвальную службу и за храбрые и отличные его подвиги в сражениях».
С 1791 года Повалишин присутствовал в Адмиралтейств-коллегии и был в числе флагманов, командовавших в том году вооружаемым к кампании 1791 года флотом в Кронштадте. В 1792 году, при начале войны с Францией, он был назначен командиром Архангельской эскадры. В 1793 году он совместно с контр-адмиралом Тетом принимает командование эскадрой, состоящей из 6 кораблей, 4 фрегатов и 3 транспортов. В 1794 году с этой эскадрой он сделал переход из Архангельска в Кронштадт, а затем, по высочайшему повелению, отплыл в Англию, где в Лондоне должен был вступить в сношения с графом Воронцовым и действовать совместно с англичанами; но, достигнув шотландских берегов, он получил новые инструкции и вернулся в Петербург.
В 1795 году Повалишин командовал 2-й флотской дивизией и исполнял должность командира Кронштадтского порта. До учреждения в 1796 году императором Павлом I трёх флотских дивизий: белого, синего и красного флагов, Повалишину предписано было называться «вице-адмиралом белого флага». В 1797 году он был пожалован орденом св. Анны 1-й степени и милостивым рескриптом императора.
В том же году, 14 сентября, Повалишин уволен по болезни в отставку с сохранением жалованья.
В пожалованном императрицей имении в Полоцком уезде Белорусской губернии, названном им «Повалишино», адмирал построил на берегу реки Дрисса школу для крестьянских детей и церковь. 4 апреля (по другим данным 7 апреля) 1799 года он умер и был похоронен в построенной им церкви.
Повалишин отличался строгим соблюдением дисциплины, которую почитал душой службы, неустрашимостью и хладнокровием во время сражений. Императрица Екатерина II неоднократно говорила, что почитает его «одним из бескорыстнейших мужей России», что он, при исполнении возлагаемых на него важных поручений, довольствовался всегда деньгами, приобретёнными им трудами на службе отечеству.
В Беларуси в Россонском районе установили памятник в деревне Янковичих. 4 апреля 2019 года полочане, краеведы Антонина Свиридова и братья Алексей Геннадьевич , Андрей Геннадьевич Буховецкие установили здесь мраморный памятник вице-адмиралу Повалишину, созданный на их личные средства.

## Семья

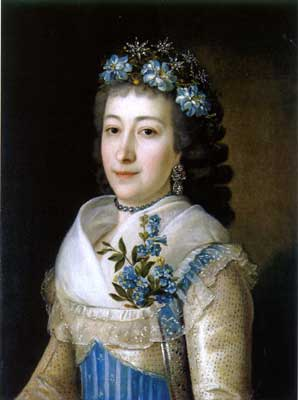
Авдотья Фёдоровна, жена

Жена — Авдотья Федоровна Пасынкова, дочь генерал-поручика Фёдора Пасынкова. Дети:
- Фёдор, мичман (указ императрицы Екатерины ΙΙ от 1794 года), умер в раннем возрасте.
- Иван  (1796— ?), секунд-майор, участник сражений под Гамбургом и Вартбургом. Награждён императором Александром I серебряной медалью «За взятие Парижа».
- Григорий (1797—11.07.1865?), подполковник, участник сражений под Гамбургом и Вартбургом. Награждён серебряной медалью «За взятие Парижа». Начальник дружины № 120 Владимирского ополчения, предводитель дворянского собрания в Переславле-Залесском. Женат на Елизавете Владимировне Бахметевой (ум. 13.03.1847). Похоронен вместе с женой и сыном[9] в с. Гульнево Дмитровского уезда.
- Авдотья (1798— ?), замужем за Александром Ваксмутом, участником войны 1812 года.

Из усадьбы Семендяйка Переславского уезда происходит семейный портрет Повалишиных (недоступная ссылка), написанный в 1803 году в Прихабах белорусом Ефимом Спажинским